# Mahonie
Mahonie (Mahonia) er en slægt med cirka 100 arter i Nordamerika og Øst- og Sydasien. Det er stedsegrønne buske eller – sjældnere – små træer. Bladene er spredtstillede og uligefinnede (i visse tilfælde trekoblede) med læderagtige småblade, der har randtorne. Veddet og rødderne er gule. Blomsterne er 6-tallige og gule og sidder i rigtblomstende, endestillede klaser. Frugterne er blåduggede bær. Her omtales kun de arter, som bliver dyrket i Danmark.
| Beskrevne arter |

- Almindelig mahonie (Mahonia aquifolium).
- Lædermahonie (Mahonia bealei).
- Japansk mahonie (Mahonia japonica).
- Vestamerikansk mahonie (Mahonia nervosa).
- Mahonia pinnata.

| Andre arter |

| - Mahonia acanthifolia - Mahonia bodinieri - Mahonia chochoco - Mahonia dictyota - Mahonia fortunei - Mahonia fremontii - Mahonia gracilis - Mahonia haematocarpa - Mahonia lanceolata - Mahonia lomariifolia - Mahonia longipes | - Mahonia moranensis - Mahonia napaulensis - Mahonia nevinii - Mahonia pumila - Mahonia repens - Mahonia siamensis - Mahonia swaseyi - Mahonia tenuifolia - Mahonia trifoliolata - Mahonia wilcoxii |